# 함성훈
함성훈은 대한민국의 가수다. 2015년 디지털 싱글 앨범 [Love Is The Moonlight]로 데뷔했다.

## 방송
- 보이스 코리아 (시즌 1) (2012) - Top48
- 보이스 코리아 2 (2013) - Top12

## 음반
- Love Is The Moonlight (2015)
- All I Need (2015)
- Walkin Out (2016)

## 피처링
- 에드투프로젝트 - 사랑을 나눠요 (2014)